# بریژیت لاتری-گودن
بریژیت لاتری-گودن (فرانسوی: Brigitte Latrille-Gaudin‎؛ زادهٔ ۱۵ آوریل ۱۹۵۸) شمشیرباز اهل فرانسه است.
وی در مسابقات کشوری و بین‌المللی در مجموع برندهٔ ۱ مدال طلا، ۱ مدال نقره، ۱ مدال برنز شده‌است.